# 愛子宿
愛子宿（あやししゅく）は、日本の江戸時代に陸奥国宮城郡に置かれた宿場である。仙台藩が設定した西道の宿駅の一つで、現在の宮城県仙台市青葉区愛子中央・上愛子・下愛子・愛子東のそれぞれ一部にある。

## 解説
中世まで、現在の仙台から西に向かう街道としては、青葉山丘陵を越えて蕃山の北麓にそって蛇行し、南よりに山道に分け入る最上古街道があった。
17世紀初めに仙台藩は、仙台城がある青葉山を通さず、北に迂回して広瀬川沿いに道を開き、愛子盆地をほぼ直線で東西に突っ切る街道を設定した。西道と呼ばれたこの街道に設けられたのが、愛子宿である。中世の町を継承したものではなく、宿駅機能のために近在から移転させて作った町と考えられる。上愛子村と下愛子村の境界で、両村にほぼ半々にまたがる立地であった。東西に延びる道の両側に家並みが並ぶ町であった。
この街道は明治時代から作並街道と呼ばれ、第2次世界大戦後は国道48号に引き継がれ、20世紀末に道路指定の変更で愛子宿の箇所は国道457号になった。仙山線の愛子駅から南に少し離れ、鉄道と並行して走る道路が昔の宿場にあたる。